# Acioa longipendula
Acioa longipendula, die Pendulanuss oder Eiernuss, ist eine Pflanzenart aus der Gattung Acioa in der Familie der Goldpflaumengewächse. In Brasilien wird sie auch Castanha-de-galinha oder Castanha-pêndula genannt. Sie kommt nur im nördlichen Brasilien vor und wird nur wenig kultiviert.
Ähnlich ist Acioa edulis (Syn.: Couepia edulis); Castanha-de-cu(o)tia, welche die Cutianuss liefert. 

## Beschreibung
Acioa longipendula ist ein schnellwüchsiger, immergrüner Baum der bis 30 Meter hoch wird. Der Stammdurchmesser kann bis zu 80 Zentimeter erreichen. Die Borke ist grau-braun und rau. Die Baumkrone hat oft hängende Zweige.
Die wechselständigen, einfachen Laubblätter sind kurz gestielt und bis 16 Zentimeter lang. Die ledrigen, kahlen Blätter mit ganzem Rand sind abgerundet bis zugespitzt, geschwänzt und sie sind elliptisch bis eiförmig oder lanzettlich. Es sind kleine, abfallende Nebenblätter vorhanden. An der Blattspreite können Drüsen vorhanden sein.
Es werden hängende Rispen, mit bis etwa 20 Blüten, an sehr langen Stielen gebildet. Es sind abfallende Vor- und Deckblätter vorhanden. Die hängenden, pendulifloren und aromatischen, kurz gestielten Blüten sind zwittrig mit doppelter Blütenhülle. Der glockenförmige Blütenbecher ist außen bräunlich behaart und der fünflappige Kelch besitzt außen Drüsen auf den Lappen. Die fünfzählige Corolla ist weiß und schnell abfallend. Es sind 30 oder mehr, leicht einseitig angeordnete, rosafarbene und lange Staubblätter und ein paar Staminodien vorhanden. Der oberständige, einkammerige Fruchtknoten, am oberen Rand des Blütenbechers, ist behaart, mit einem langen, seitenständigen Griffel mit kopfiger Narbe.
Es werden bis 6–8 Zentimeter große, spärlich und kurz behaarte, bräunliche, eiförmige, holzige Steinfrüchte gebildet. Das bis etwa 1 cm dicke Mesokarp ist faserig und hart, der große, rötlich-braune Steinkern hat ein dünnes, faseriges, häutiges und furchiges Endokarp. Der rötlich-braune Samenkern (Nuss) hat eine feinhaarige, etwas runzlige Samenschale, darin liegt der weiß-grünliche Kern mit den großen Kotyledonen.
Die Blüten werden durch Fledermäuse bestäubt.

## Taxonomie
Die Erstbeschreibung des Basionyms Couepia longipendula erfolgt 1914 durch Robert Pilger im Notizbl. Königl. Bot. Gart. Berlin 6: 141. Die Umteilung der Art aus der Gattung Couepia in die Gattung Acioa erfolgte 2014 in Phytotaxa 172(3): 178–179, durch Cynthia A. Sothers und Ghillean T. Prance.

## Verwendung
Der Samenkern ist essbar, der feine Geschmack ist ähnlich den Paranüssen. Auch kann ein Öl aus ihm gewonnen werden, es hat einen hohen Anteil an den selteneren konjugierten Fettsäuren α-Licansäure (Couepinsäure) und α-Eleostearinsäure und es wird schnell ranzig.
Die Rinde liefert grobe Fasern.
Das Holz ist hart und schwer sowie sehr beständig.